# Stephens City

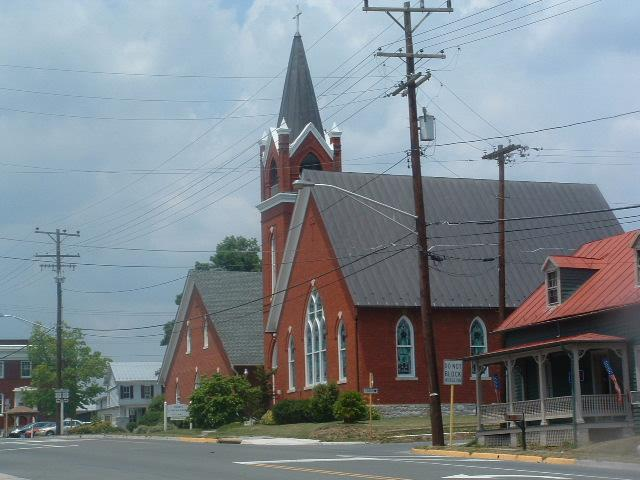
Luteránský kostelík

Stephens City (s výslovností [ˈstiːvənz]IPA) je město na jihu okresu Frederick ve Virginii ve Spojených státech amerických. Podle sčítání obyvatel v roce 2000 mělo 1146 obyvatel, odhadovaný počet v roce 2009 je 1503.

## Historie
Město založil Peter Stephens v třicátých letech osmnáctého století a bylo pojmenováno po Lewisovi Stephensovi v říjnu 1758. Původně bylo osídleno německými protestanty z Heidelbergu v Rýnské Falci. Jedná se o druhou nejstarší obec v údolí Shenandoah po blízkém Winchesteru, který leží přibližně pět kilometrů severním směrem. Díky majoru Josephu K. Stearnsovi uniklo města v roce 1864 během Americké občanské války vypálení a dnes je jeho část o rozloze 65 akrů historickou památkou.